# Ernst Hans Ludwig Krause
Ernst Hans Ludwig Krause ( 1859 - 1942) fue un botánico, micólogo, briólogo, explorador, entomólogo, y fotógrafo alemán.

## Obra
- Flora von Rostock. 1879. Coautor C.Fisch. 208 pp.

- Mecklenburgische Flora. 1893. En J.Sturm Flora de Alemania 2.ª ed. (1900-1907)

- "Florenkarte von Norddeutschland fur das 12. bis 15. Jahrhundert," 231-35

- 1899. Nova synopsis ruborum Germaniae et Virginiae. 105 pp.

- Exkursionsflora. 1908. 352 pp.

- En GLOBUS 72, vol. 1897 - Illustrierte Zeitschrift für Länder- und Völkerkunde
  - Neuere Forschungen in Chichen-Itza (Yucatán), pp. 200-206, 8 Abb., pp. 219-223, 8 Abb.)
  - E.Deschamps Reise auf Cypern (pp. 328-331, 5 Abb., pp. 347-351, 6 Abb.). Die englisch-französischen Streitfragen in Westafrika

## Honores

### Eponimia
Género
- (Caryophyllaceae) Krauseola Pax & K.Hoffm.[1]

Especies
- (Asteraceae) Baccharis kraussei Heering ex Reiche[2]

- (Moraceae) Ficus krausseana Rech.[3]

- (Myricaceae) Morella kraussiana (Buchinger ex Meisn.) Killick[4]

- (Scrophulariaceae) Sutera kraussiana Hiern[5]

- (Selaginellaceae) Selaginella kraussiana (Kunze) A.Braun[6]

- La abreviatura «E.H.L.Krause» se emplea para indicar a Ernst Hans Ludwig Krause como autoridad en la descripción y clasificación científica de los vegetales.[7]